# Ogema, Minnesota
Ogema là một thành phố thuộc quận Becker, tiểu bang Minnesota, Hoa Kỳ. Năm 2010, dân số của thành phố này là 184 người.

## Dân số
- Dân số năm 2000: 143 người.
- Dân số năm 2010: 184 người.